# Список князей рязанских
Муромо-Рязанское княжество выделилось из Черниговского в 1127 году, когда Ярослав Святославич был изгнан из Чернигова своим племянником от старшего брата Всеволодом Ольговичем. Род внесён в Бархатную книгу.

## Князья вМуроме
- Ярослав Святославич (1127—1129)

## Князья вРязани
- Святослав Ярославич (1129—1143)
- Ростислав Ярославич (1143—1145)
- Глеб Ростиславич (1145—1147)
- Давыд Святославич (1147)
- Игорь Святославич (1148)
- Андрей Юрьевич Боголюбский (1153)
- Глеб Ростиславич (повторно) (1151—1153)

Правление владимирского наместника:
- Андрей Юрьевич Боголюбский (1153)

Князья:
- Владимир Святославич (1153—1161)
- Глеб Ростиславич (повторно) (1161—1177)
- Роман Глебович (1177—1207)

Правление владимирских наместников:
- Ярослав Всеволодович (1208)
- другие наместники (1208—1212)

Князья:
- Глеб Владимирович (1212—1217/1218)
- Ингварь Игоревич (1217/1218—1235)
- Юрий Ингваревич (1235—1237)

## Князья вПереяславле-Рязанском
- Ингвар Ингваревич (предположительно) (1237—1252)

Великие князья:
- Олег Ингваревич Красный (1252—1258)
- Роман Ольгович (1258—1270)
- Фёдор Романович (1270—1294)
- Ярослав Романович (1294—1299)

Князья:
- Константин Романович (1299—1301)
- Василий Константинович или Ярослав Константинович (1301—1308)

Великие князья:
- Иван Ярославич (1308—1327)

Князья:
- Иван Иванович Коротопол (1327—1342)

Великие князья:
- Ярослав-Дмитрий Александрович (1342—1343)
- Иван Александрович (1343—?)
- Василий Александрович (?—1349)
- Олег Иванович (1350—1371)
- Владимир Дмитриевич (1371—1372)
- Олег Иванович (повторно) (1372—1402)
- Фёдор Ольгович (1402—1408)
- Иван Владимирович (1408—после 1409)
- Фёдор Ольгович (повторно) (после 1409—1427)
- Иван Фёдорович (1427—1456)

Правление московских наместников
- наместники Василия Тёмного (1456—1462)
- наместники Ивана III (1462—1464)

Великие князья:
- Василий Иванович (1464—1483)
- Иван Васильевич (1483—1500)
- Иван Иванович (1500—1521). Регент — мать Аграфена Васильевна (1500—1510), бабка Анна Васильевна (1500—1501).

Иван Иванович стал последним рязанским князем. Его пленение, и последующий побег в Литву, позволил Московскому княжеству полностью включить его земли в состав своих владений, а титул великого князя рязанского — в Государев титул.

## Старорязанский удел
- Фёдор Васильевич Третной (1483—1503)